# Liudolfo di Zutphen
Liudolfo di Zutphen, chiamato anche Liudolfo di Bonneagau, (998 o 1000 – 11 aprile 1031) fu signore di Zuphen dal 1025 al 1031.

## Biografia
Era figlio di Azzo di Lotaringia, conte di Bonnegau e conte palatino di Lotaringia, e di Matilde di Germania (978-1025), figlia dell'Imperatore Ottone II e Teofano. Apparteneva alla dinastia degli Azzoni.
Come figlio maggiore, doveva succedere a suo padre come conte palatino di Lotaringia e fu educato a tal fine. Intorno al 1025 sposò Matilde di Hammerstein, figlia di Ottone, conte di Hamaland, e ricevette in dote la città di Zutphen. Morì nel 1031, tre anni prima di suo padre, lasciando i figli minori sotto la tutela dei nonni e successivamente dei loro zii. Tutti i titoli di suo padre andarono a suo fratello minore Ottone essendo i figli di Liudolfo troppo giovani per assumerli.

## Matrimonio e figli
Con Matilde ebbe sei figli:
- Ermentrude, sposata con Roberto conte di Alta Lahngau;
- Enrico I († 1033), conte di Zutphen;
- Corrado († 1055), conte di Zutphen e duca di Baviera;
- Matilde, sposata con Bruno conte di Heimbach e Zülpichgau;
- Adelaide, sposata con Gottschalk di Twente († 1063);
- Una figlia, sposata con Elia II (Elli), conte di Rheinhausen e Leinegau.

## Ascendenza
|                         |                      |                         | Genitori               |  |  | Nonni |  |  | Bisnonni                   |  |  | Trisnonni |  |
|                         |                      |                         |                        |  |  |       |  |  | Erenfredo II di Lotaringia |  |  | …         |  |
|                         |                      |                         |                        |  |  |       |  |  | Erenfredo II di Lotaringia |  |  | …         |  |
|                         |                      | …                       |                        |  |  |       |  |  | Erenfredo II di Lotaringia |  |  |           |  |
| Ermanno I di Lotaringia |                      |                         |                        |  |  |       |  |  | Erenfredo II di Lotaringia |  |  |           |  |
|                         |                      | Richwara di Zulpichgau  | …                      |  |  |       |  |  |                            |  |  |           |  |
|                         |                      | Richwara di Zulpichgau  | …                      |  |  |       |  |  |                            |  |  |           |  |
|                         |                      | Richwara di Zulpichgau  | …                      |  |  |       |  |  |                            |  |  |           |  |
| Azzo di Lotaringia      |                      | Richwara di Zulpichgau  |                        |  |  |       |  |  |                            |  |  |           |  |
|                         |                      | Hucbald II di Dillingen | …                      |  |  |       |  |  |                            |  |  |           |  |
|                         |                      | Hucbald II di Dillingen | …                      |  |  |       |  |  |                            |  |  |           |  |
|                         |                      | Hucbald II di Dillingen | …                      |  |  |       |  |  |                            |  |  |           |  |
| Heylwig di Dillingen    |                      | Hucbald II di Dillingen |                        |  |  |       |  |  |                            |  |  |           |  |
|                         |                      | Dietbirg di Svevia      | …                      |  |  |       |  |  |                            |  |  |           |  |
|                         |                      | Dietbirg di Svevia      | …                      |  |  |       |  |  |                            |  |  |           |  |
|                         |                      | Dietbirg di Svevia      | …                      |  |  |       |  |  |                            |  |  |           |  |
| Liudolfo di Zutphen     |                      | Dietbirg di Svevia      |                        |  |  |       |  |  |                            |  |  |           |  |
|                         | Ottone I di Sassonia | Enrico I di Sassonia    |                        |  |  |       |  |  |                            |  |  |           |  |
|                         | Ottone I di Sassonia | Enrico I di Sassonia    |                        |  |  |       |  |  |                            |  |  |           |  |
|                         | Ottone I di Sassonia | Matilde di Ringelheim   |                        |  |  |       |  |  |                            |  |  |           |  |
| Ottone II di Sassonia   | Ottone I di Sassonia |                         |                        |  |  |       |  |  |                            |  |  |           |  |
|                         |                      | Adelaide di Borgogna    | Rodolfo II di Borgogna |  |  |       |  |  |                            |  |  |           |  |
|                         |                      | Adelaide di Borgogna    | Rodolfo II di Borgogna |  |  |       |  |  |                            |  |  |           |  |
|                         |                      | Adelaide di Borgogna    | Berta di Svevia        |  |  |       |  |  |                            |  |  |           |  |
| Matilde di Germania     |                      | Adelaide di Borgogna    |                        |  |  |       |  |  |                            |  |  |           |  |
|                         |                      | Costantino Skleros      | …                      |  |  |       |  |  |                            |  |  |           |  |
|                         |                      | Costantino Skleros      | …                      |  |  |       |  |  |                            |  |  |           |  |
|                         |                      | Costantino Skleros      | …                      |  |  |       |  |  |                            |  |  |           |  |
| Teofano                 |                      | Costantino Skleros      |                        |  |  |       |  |  |                            |  |  |           |  |
|                         |                      | Sofia Foca              | Leone II Foca          |  |  |       |  |  |                            |  |  |           |  |
|                         |                      | Sofia Foca              | Leone II Foca          |  |  |       |  |  |                            |  |  |           |  |
|                         |                      | Sofia Foca              | …                      |  |  |       |  |  |                            |  |  |           |  |
|                         |                      | Sofia Foca              |                        |  |  |       |  |  |                            |  |  |           |  |